# Magdeburská svatba
Magdeburská svatba (německy Magdeburger Hochzeit) je označení jednoho z největších masakrů třicetileté války. Dne 20. května 1631 dobyla a zcela vyplenila císařská vojska protestantské město Magdeburg. Z třiceti tisíc obyvatel jich přežilo pouhých 5 000.

## Situace

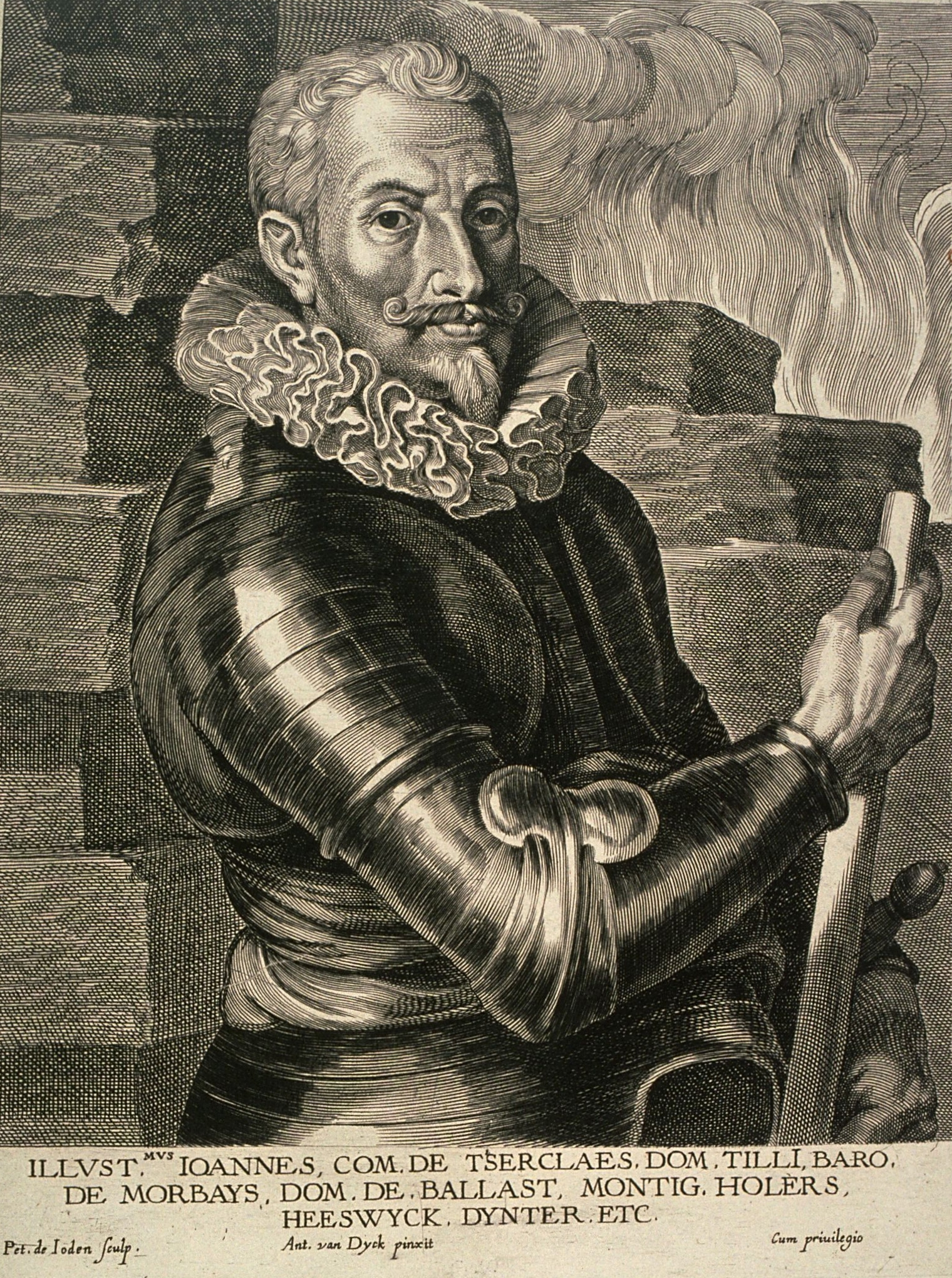
Portrét Tillyho od van Dycka

Na konci března švédské vojsko v čele s Gustavem II. Adolfem táhlo podél řeky Odry směrem do německého vnitrozemí. Z důvodu snadného zásobování se vojska zdržovala v dosahu velkých řek.
Postupující švédské vojsko nenarazilo na větší odpor, protože císařské hlavní síly pod velením vlámského hraběte a zdatného vojevůdce Jana Tserclaese Tillyho právě obléhaly město Magdeburg.
Magdeburg bylo svobodné, bohaté asi třicetitisícové protestantské město, které bylo jediným skutečným spojencem Švédů v Německu. Gustav II. Adolf spěchal se svými vojsky obleženému městu na pomoc. Magdeburg byl sice jeho spojencem, ale Gustavovi šlo hlavně o saského kurfiřta Jana Jiřího a braniborského kurfiřta Jiřího Viléma I. Gustav využil obleženého Magdeburgu k tlaku na oba tyto muže. Jak Jan Jiří, tak Jiří Vilém byli protestanti, ale svým váhavým postojem vytvořili třetí stranu. Veřejně se nepřihlásili ke Gustavovi, ale ani k císaři. Gustav si ve svém „spěchu“ odskočil a zcela vyplenil Frankfurt nad Odrou, protestantské město obsazené císařskou posádkou. Švédové povzbuzeni vyplaceným žoldem nikoho z císařských neušetřili. Vše se změnilo v nekontrolované plenění. Teprve svítání odhalilo strašný pohled. Pohřbívání trvalo celých šest dní. Zřejmě i tato událost měla vliv na blížící se masakr, který se stal v květnu 1631 v Magdeburgu.

## Dobytí města

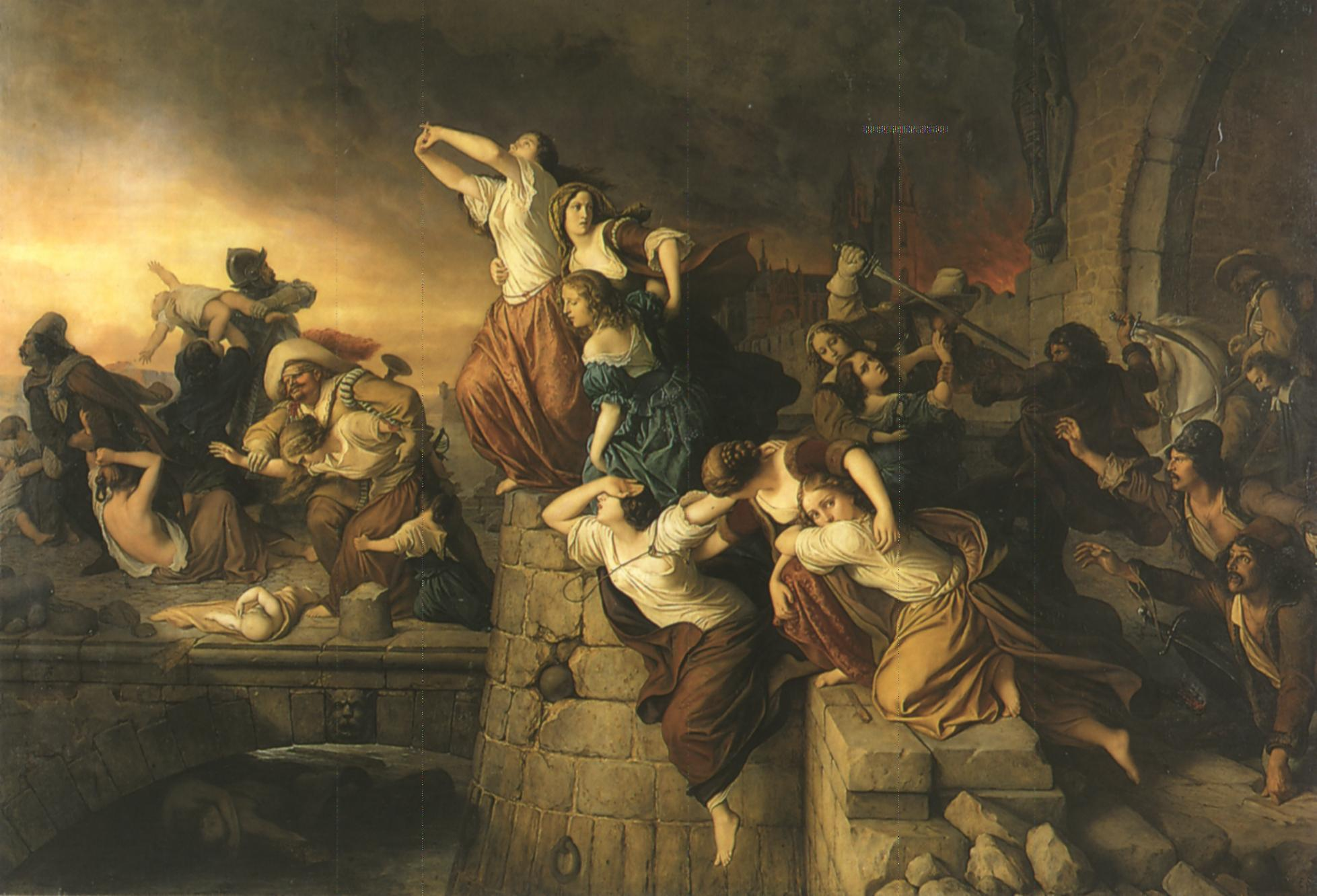
Dobytí Magdeburku od E. Steinbrücka, 1866

Dne 20. března 1631 oblehlo císařské vojsko protestantské město Magdeburg. Císařským silám velel zkušený a vynikající vojevůdce Jan Tserclaes Tilly. Císařští obléhali město celé dva měsíce. Po dlouhém a velmi těžkém obléhání, kdy stateční obránci města Magdeburgu způsobili útočníkům značné ztráty, pustil 20. května Tilly své rozzuřené a vyhladovělé muže proti magdeburským hradbám. Po třech hodinách zuřivého dobývání byli obránci přemoženi. Útočníky jako by popadl amok. Sekali a stříleli po všem, co jim přišlo do cesty. Povraždili i všechny císařovy přívržence. Část měšťanů se snažila využít starodávného práva azylu a ukryla se v kostele, kde ale byli upáleni. Opilí a šílení žoldnéři zabili každého, kdo jim zkřížil cestu. Vraždili, rabovali a znásilňovali. Všude ležely zmrzačené mrtvoly magdeburských obyvatel. Celé rodiny raději spáchaly sebevraždu. Lidé byli napichováni na kůly, vláčeni koňmi po ulicích, mnoho jich bylo zahnáno do řeky. Vše završil požár, který se v silném větru rychle rozšířil a zničil skoro celé město. Plameny dokonaly dílo zkázy.

## Následky
Z třicetitisícového Magdeburgu přežilo sotva pět tisíc obyvatel. Zbylo jen několik domů kolem katedrály. Když druhý den projížděl Magdeburgem Tilly, vypadal hluboce otřesen. Tilly byl silně věřící katolík, přezdívalo se mu „mnich v brnění“, navíc si uvědomoval velmi dobrou strategickou polohu Magdeburgu. Potřeboval aspoň jeden opěrný bod v saské oblasti a tím měl být právě Magdeburg. Plenění byla Tillyho vina, protože nedokázal udržet na uzdě své vojáky, ale požár s největší pravděpodobností založili sami obránci. Dobytí Magdeburgu byl jeden z největších, ne-li vůbec největší masakr třicetileté války, který zřetelně ukázal, jak tento celoevropský konflikt nabyl na brutalitě.
Tato děsivá událost vyvolala vlnu odporu po celé Evropě. Zvěrstva spáchaná v Magdeburgu byla zveřejněna ve všech novinách, vycházely ilustrované letáky a pamflety. Válka však pokračovala. V průběhu léta se ke Švédům přidala řada severoněmeckých knížat, mimo jiné i Jan Jiří a Jiří Vilém I. Braniborský. V německém slovníku se objevilo nové slovo „magdeburgizace“ a na dlouhá léta zůstalo synonymem naprosté zkázy, znásilňování a drancování.